# 須川インターチェンジ
須川インターチェンジ（すかわインターチェンジ）は、秋田県湯沢市にある東北中央自動車道（湯沢横手道路）のインターチェンジである。

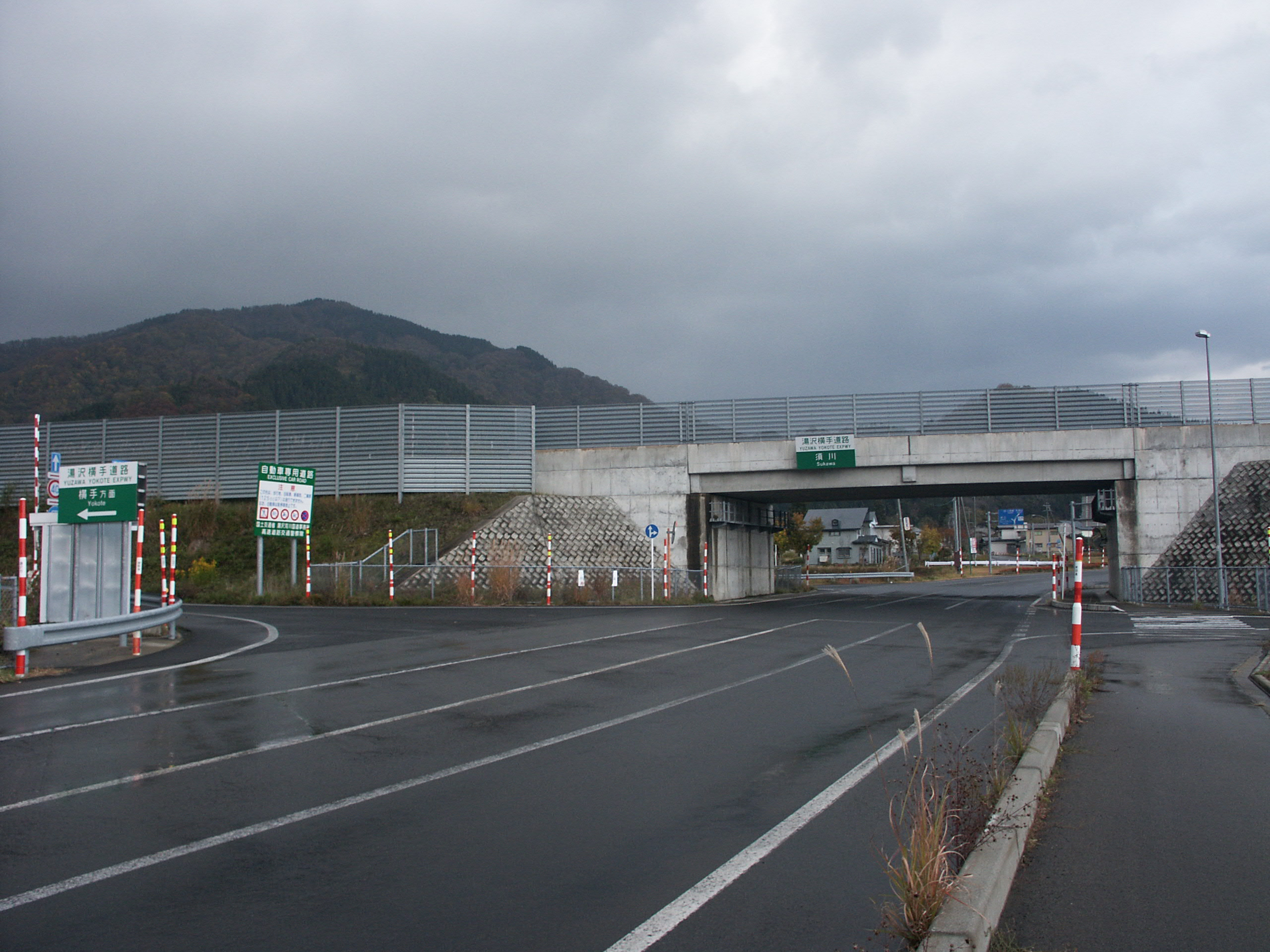
湯沢方面出入口付近

当ICの構造はダイヤモンド型となっている。

## 歴史
- 2006年（平成18年）8月5日 : 須川IC - 三関IC間開通に伴い、供用開始[2]。
- 2007年（平成19年）8月26日 : 雄勝こまちIC - 須川IC間開通[2]。

## 周辺
- 三関駅（JR東日本・奥羽本線）
- 三途川渓谷
- 泥湯温泉
- 川原毛大湯滝
- 旧・秋田いこいの村

## 接続する道路
- 直接接続
  - 秋田県道51号湯沢栗駒公園線
- 間接接続
  - 国道13号

## 料金所
国土交通省管轄の無料道路区間である為、料金所の設置は無し。

## 隣
E13 東北中央自動車道（湯沢横手道路）
雄勝こまちIC - 須川IC - 三関IC